# Берс, Бет
Бет Берс (англ. Beth Behrs, род. 26 декабря 1985) — американская актриса, наиболее известная по своей роли Кэролайн Ченнинг в ситкоме «Две девицы на мели».

## Ранняя жизнь
Элизабет Энн Берс родилась в Ланкастере, штат Пенсильвания, и является старшей дочерью в семье школьного администратора Дэвида Берса и учительницы Маурин Берс. У неё есть младшая сестра Эмили Джианетт Берс, которая младше её на шесть лет. В 1989 году семья Берс переехала в Линчбург, штат Вирджиния, где Бет и провела свое детство. Там в возрасте четырёх лет она начала выступать в местном театре и профессионально заниматься футболом.
Когда ей исполнилось пятнадцать, Берс вместе с семьёй переехала в городок Марин Каунти, штат Калифорния. Она начала посещать Тамалпаисскую среднюю школу в 2001 году и была принята в драматическую программу школы. Одновременно учась в средней школе и театральной консерватории в Сан-Франциско, где Элизабет получила музыкальное образование, она начала выступать в различных мюзиклах.
В 2004 году Берс переехала в Лос-Анджелес чтобы продолжить театральное образование в Калифорнийском университете в Лос-Анджелесе. Участвовала в конкурсе красоты и выиграла его, является мисс Марин Каунти 2006 года. В 2005 году она сыграла Сенди Дамбровски в постановке «Грис» и главную роль в очередной постановке мюзикла «Бриолин» в Сан-Франциско, а после начала карьеру на экране. После окончания университета Берс была награждена стипендией Фонда молодого музыканта.

## Карьера
Дебютом на экране для Берс стала роль в молодёжной комедии «Американский пирог 7: Книга любви», которая была выпущена прямиком на видео 22 декабря 2009 года. Также она снялась в нескольких независимых фильмах и появилась в эпизодах телесериалов «Морская полиция: Спецотдел» и «Касл».
В начале 2011 года Бет Берс получила роль Кэролайн Ченнинг, одной из двух главных героинь ситкома производства Уитни Каммингс и Майкла Патрика Кинга «Две девицы на мели» канала CBS. Она была утверждена на роль после семи прослушиваний. Хотя сериал был неоднозначно принят критиками, он стал успешен в телевизионных рейтингах и в середине трансляции первого сезона был продлён на второй. В 2012 году она номинировалась на Teen Choice Awards в категории «Прорыв года» за свою роль в шоу.
В 2015 снялась в полнометражном фильме «Здравствуйте, меня зовут Дорис», где сыграла Бруклин Хендерсон, возлюбленную главного героя Джона. В 2016 году она дебютировала на Бродвее в мировой премьере спектакля от Хэлли Фейффер «Забавная вещь произошла по пути в гинекологический отдел онкологического центра Мемориал Слоун-Кеттеринг в Нью Йорке».
В 2016 Бет Берс участвует в озвучке оригинального мультсериала от Netflix под названием «Дом: Приключение с Тип и О», в котором рассказывается о событиях, произошедших до истории мультфильма «Дом» компании DreamWorks Animation.

## Личная жизнь
В 2010 году Берс начала встречаться с актёром Майклом Глэдисом. Пара обручилась 10 июля 2016 года, а 21 июля 2018 года они поженились на ранчо Мус-Крик в Викторе, штат Айдахо, недалеко от Джексон-Хоул. У супругов есть дочь — Эмма Джордж Глэдис (род. в июне 2022).
В 2011 году Берс начала заниматься конной терапией для того, чтобы управлять паническими атаками, от которых страдает с подросткового возраста. Вдохновившись идеей взаимопомощи между людьми и животными, она начала благотворительную деятельность, основав фонд «SheHerdPower», который при её финансовой поддержке обеспечивает терапию женщинам, пережившим сексуальное насилие.

## Избранная фильмография
| Год       |     | Русское название                  | Оригинальное название                         | Роль                                  |
| --------- | --- | --------------------------------- | --------------------------------------------- | ------------------------------------- |
| 2009      | ф   | Американский пирог 7: Книга любви | American Pie Presents: The Book of Love       | Хайди                                 |
| 2010      | с   | Морская полиция: Лос-Анджелес     | NCIS: Los Angeles                             | исполнительница рождественских гимнов |
| 2011      | с   | Касл                              | Castle                                        | Джинджер                              |
| 2011      | с   | —                                 | Starf*ckers                                   | официантка на катере                  |
| 2011      | с   | Мило и жёстко                     | Pretty Tough                                  | Риджен                                |
| 2011      | ф   | —                                 | Adventures of Serial Buddies                  | Бриттани                              |
| 2011—2017 | с   | Две девицы на мели                | 2 Broke Girls                                 | Кэролайн Уэсбокс Ченнинг              |
| 2012      | кор | —                                 | The Argument with Beth Behrs & Michael Gladis | в роли самой себя                     |
| 2012      | ф   | —                                 | Route 30, Too!                                | девушка-пришелец                      |
| 2013      | мф  | Университет монстров              | Monsters University                           | Керри Уильямс                         |
| 2013      | кор | —                                 | So You Think You Can Prance                   | Джоанна                               |
| 2014      | кор | —                                 | Judy Greer Is the Best Friend                 | Сара                                  |
| 2015      | ф   | Здравствуйте, меня зовут Дорис    | Hello, My Name Is Doris                       | Бруклин Хендерсон                     |
| 2015      | ф   | —                                 | Chasing Eagle Rock                            | Дебора                                |
| 2016      | с   | —                                 | The Call Room                                 | Джинни                                |
| 2018      | с   | Теория Большого взрыва            | The Big Bang Theory                           | Нелл                                  |
| 2018      | тф  | —                                 | Culture Clash                                 | Дженни                                |
| 2018      | с   | Соседство                         | The Neighborhood                              | Джемма Джонсон                        |